# Huaranchal
Huaranchal es una localidad peruana, capital del distrito de Huaranchal en la provincia de Otuzco del Departamento de La Libertad. Se encuentra a unos 160 km al este de la ciudad de  Trujillo. Conforma junto a los distritos de Usquil, Marmot, Charat y Lucma la zona denominada como Valle Alto Chicama.
Es un distrito muy rico en cuanto a flora, conocido por su fruta de calidad y por ser el mayor productor de café de la región La Libertad. ￼

## Toponimia
El nombre "Huaranchal" tiene su origen en dos vocablos, el quechua huara que significa pantalón corto y el español chal que es un manto que suele llevarse en los hombros.